# Enfermedad de Carrión
La enfermedad de Carrión, fiebre de La Oroya o verruga peruana es una enfermedad infecciosa endémica de América del Sur, encuadrada dentro de las bartonelosis, cuyo agente etiológico es la bacteria Bartonella bacilliformis. Su nombre se debe al mártir de la medicina peruana, Daniel Alcides Carrión.

## Historia

### Verruga peruana

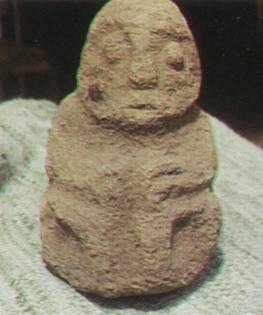
Huaco de Áncash, que representa la verruga peruana en un amerindio.

Numerosas representaciones artísticas en arcilla (llamados "huacos") de la fase crónica de la enfermedad han sido encontrados en yacimientos arqueológicos pertenecientes a zonas endémicas. Los cronistas hispanos y peruanos, entre ellos Pedro Pizarro y el Inca Garcilaso de la Vega, describieron una enfermedad caracterizada por verrugas en los primeros soldados castellanos que llegaron en la época de la conquista del Imperio Inca. Durante mucho tiempo, se pensó que la enfermedad era endémica solo en el Perú y que tenía solo una fase conocida como "verruga peruana".

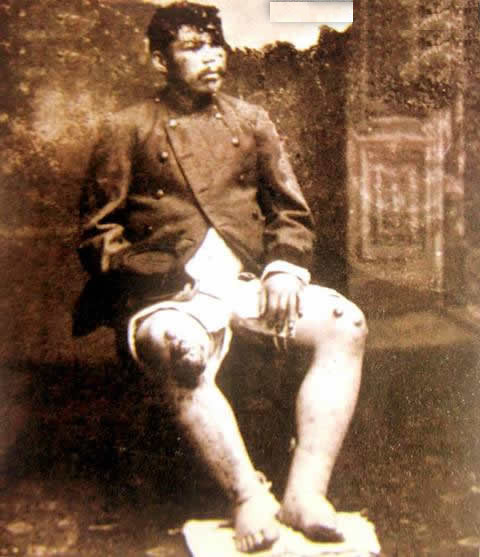
Soldado chileno Luis Sanjurjo con abundantes verrugas "mulares", contagiado seguramente en una de las quebradas templadas de la cuenca del río Rímac durante la campaña de la Breña (1881-1884).

### Fiebre de La Oroya y Daniel Alcides Carrión
En 1875, un brote caracterizado por fiebre y anemia inició su aparición entre los trabajadores, la mayoría foráneos, de la construcción del ramal del Ferrocarril Central del Perú entre Lima y La Oroya, presentando una alta mortalidad. A esta enfermedad se le llamó "Fiebre de La Oroya". En agosto de 1885, Daniel Alcides Carrión, un estudiante de medicina, llevó a cabo un autoexperimentación al inocularse, con la ayuda del Doctor Evaristo Chavez, la secreción tomada de una verruga de la paciente Carmen Paredes. Después de 3 semanas desarrolló los síntomas clásicos de la "fiebre de La Oroya", por lo que se estableció un origen común de las dos enfermedades. Carrión llevó un diario con anotaciones detalladas de sus síntomas hasta los últimos días de su enfermedad en que se agravó su estado clínico y falleció de la enfermedad el 5 de octubre de 1885. Por su sacrificio, fue reconocido como mártir de la medicina peruana y en su honor se celebra el 5 de octubre, como el Día de la Medicina Peruana.

### Bartonella bacilliformis
En 1905, Alberto Barton un microbiólogo peruano, se dedicó a estudiar la "Verruga peruana" en el laboratorio del Hospital Guadalupe del Callao. Al examinar placas con sangre de dos de sus pacientes, observó en los eritrocitos estructuras que semejaban bacilos, dando a conocer su hallazgo ese año. En 1909, en un trabajo publicado en la revista La Crónica Médica, denominó a estas estructuras "elementos endoglobulares" o "elementos X". Posteriormente, en 1913, un equipo de la Escuela de Medicina de la Universidad de Harvard interesado en el trabajo de Barton, conformado por los médicos estadounidenses Richard Pearson Strong, Ernest Edward Tyzzer, Charles Thomas Brues y Andrew Watson Sellards, al cual se sumó el médico peruano Julio Gastiaburú, se dirigió a Lima donde confirmó sus hallazgos y se llamó en honor a Alberto Barton como Bartonella bacilliformis.

## Epidemiología
La enfermedad de Carrión es endémica de América del Sur, especialmente en Perú, Ecuador y Colombia.
La bartonelosis humana requiere condiciones especiales para su desarrollo y presentación, siendo especialmente frecuente en zonas aisladas y de entre 500 a 3200 metros sobre el nivel del mar.
La Bartonella bacilliformis se transmite por un mosquito flebotomíneo llamado Lutzomyia verrucarum. Los seres humanos son el único reservorio identificado de Bartonella bacilliformis. Las medidas para erradicar el mosquito vector (como insecticidas) y los sistemas de protección contra picaduras (repelentes, mallas de alambre, mosquiteros, etc.) parecen disminuir el riesgo de la infección.

## Síntomas y signos clínicos
Los síntomas clínicos de bartonelosis son pleomórficos y algunos pacientes de áreas endémicas pueden ser asintomáticos. El periodo de incubación oscila entre 2 a 14 semanas.
Las dos presentaciones clásicas son la fase aguda y la fase crónica, correspondiendo a las dos células invadidas por la bacteria (eritrocitos y células endoteliales).
Fase aguda: (enfermedad de Carrión) los hallazgos más comunes son fiebre, (usualmente no sostenida pero con temperaturas no mayores a los 39 °C), palidez, malestar general, hepatomegalia, ictericia, linfadenopatia y esplenomegalia. Esta fase es caracterizada por anemia hemolítica severa e inmunosupresión. La tasa de mortalidad de pacientes que no reciben tratamiento es de más del 40% y puede llegar al 90% si se asocian infecciones oportunistas por entero bacterias como Salmonella spp.

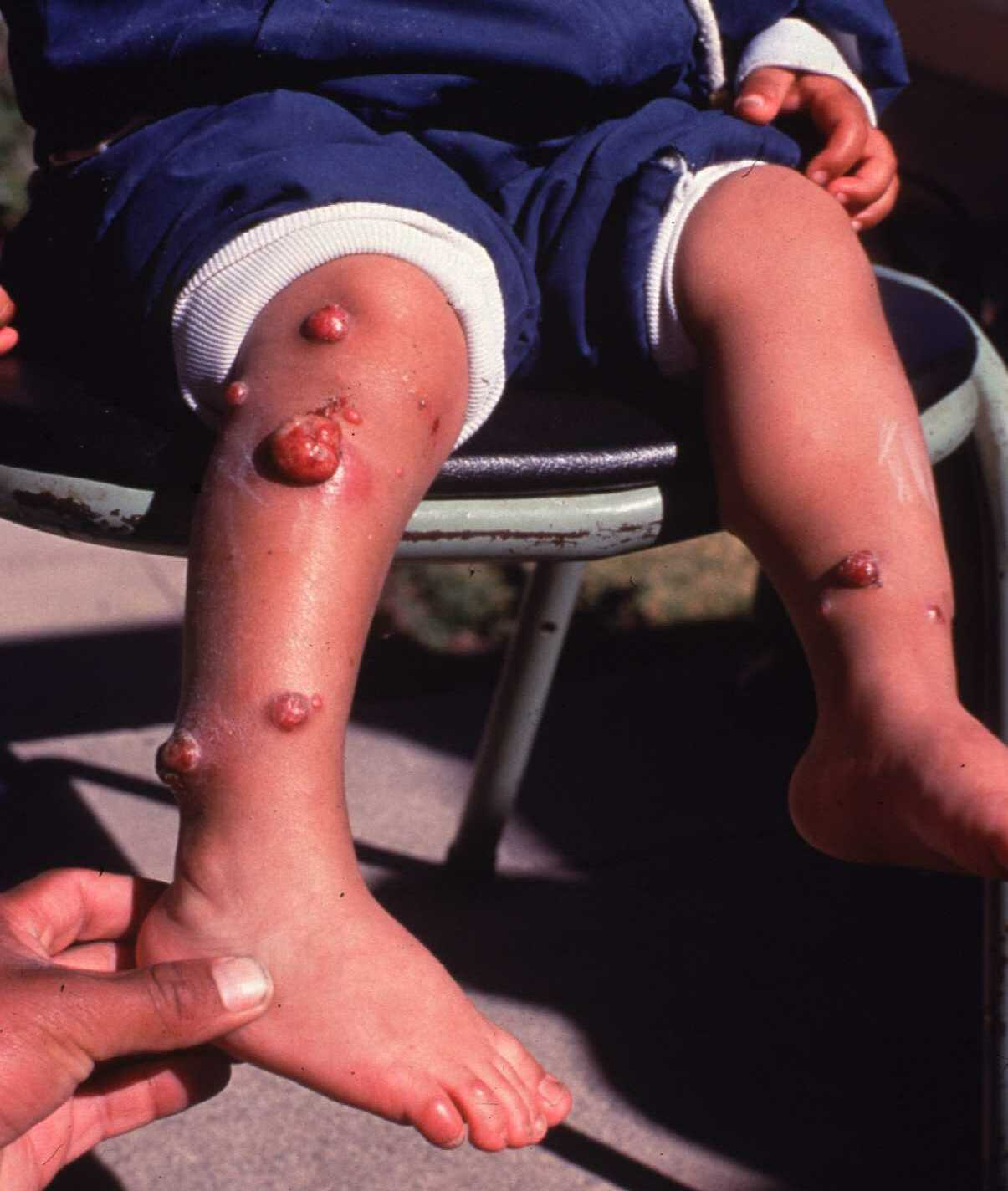
Verruga peruana.

Fase crónica: (verruga peruana) es caracterizada por una fase eruptiva, en el cual los pacientes desarrollan una reacción cutánea producida por una proliferación de células endoteliales y se le conoce como "verruga peruana". Dependiendo del tamaño y las características de las lesiones, hay 3 tipos: miliares (1-4 mm), nodulares o subdérmicas y mulares (> 5 mm). Las lesiones miliares son las más frecuentes.
Los síntomas más comunes son sangrado de las verrugas, fiebre, malestar, artralgias, anorexia, mialgias, palidez, linfadenopatia y hepato-esplenomegalia.

## Diagnóstico

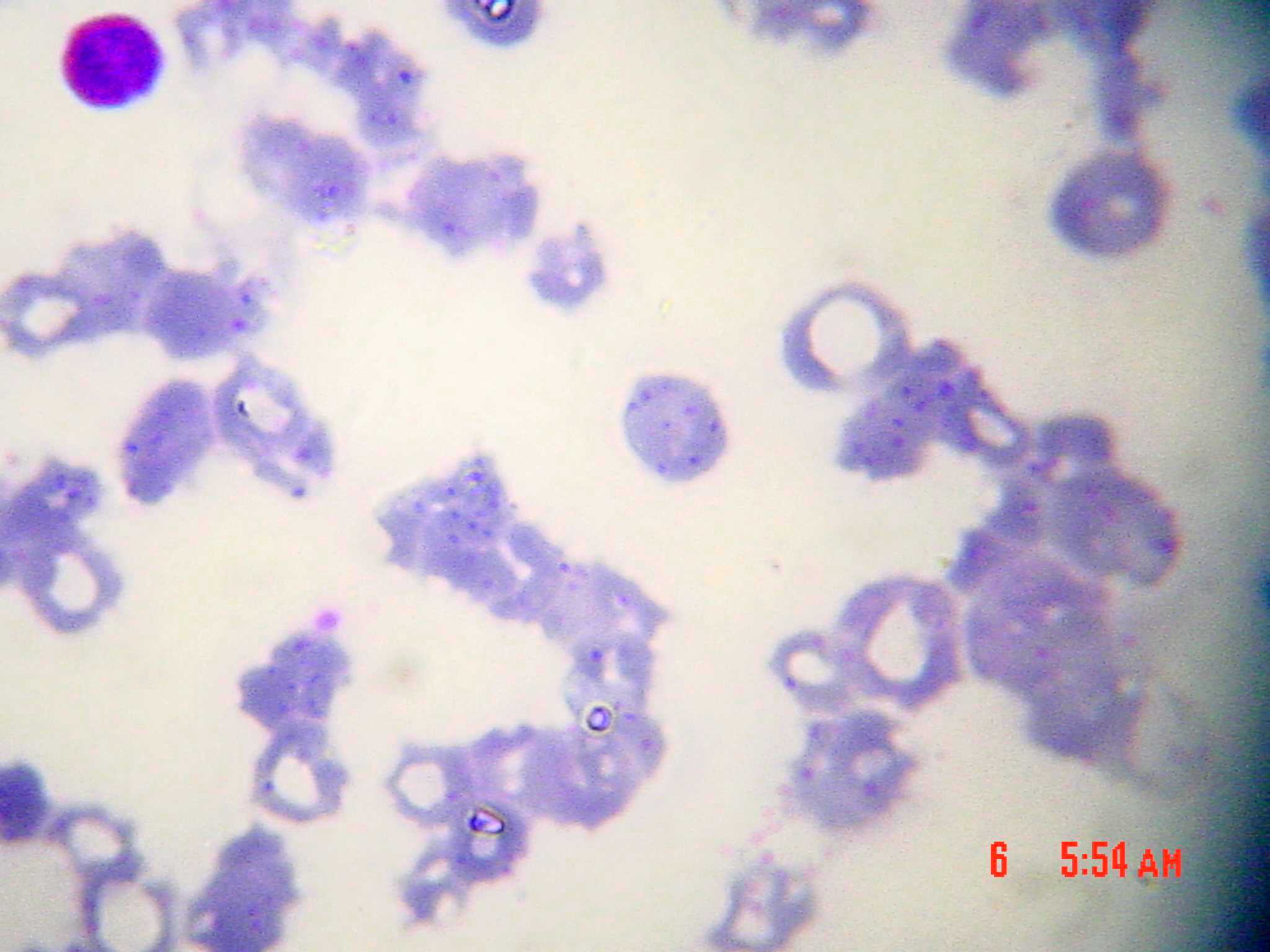
Frotis.

Para el diagnóstico durante la fase aguda se usa el frotis de sangre periférica con tinción de Giemsa, el hemocultivo en Agar-agar, inmunoblot, Inmunofluorescencia y PCR. Para la fase crónica, el diagnóstico es fundamentalmente clínico y epidemiológico pero se usan cultivos, con tinción de Warthin-Starry de la biopsia de las verrugas y pruebas de inmunoblot.

## Tratamiento
El tratamiento de elección para la fase aguda son las Fluoroquinolonas o Cloranfenicol para los adultos y Cloranfenicol más beta lactámicos para niños.
Para la fase crónica, Azitromicina o macrólidos son los fármacos de elección para adultos y niños.

## Pronóstico
Las tasas de mortalidad por la fiebre de Oroya sin tratamiento rondan el 40%. Con medidas terapéuticas son mucho menores, menos del 10%. Son relativamente frecuentes complicaciones como infecciones bacterianas sobreañadidas, alteraciones cardíacas y neurológicas. El edema masivo (anasarca) y las petequias indican peor pronóstico. La inmunidad residual es permanente.